# Roberto Acuña
Roberto Miguel Acuña Cabello (Avellaneda, 1972. március 25. –) honosított paraguayi argentin labdarúgó-középpályás.
A paraguayi válogatott színeiben részt vett az 1998-as, a 2002-es és a 2006-os labdarúgó-világbajnokságon. 2001-ben őt választották az év paraguayi labdarúgójának.